# 格奥尔格·希尔马
格奥尔格·希尔马（德語：Georg Hilmar，1876年10月10日—1911年12月12日），德国男子竞技体操运动员。他曾获得1896年夏季奥运会体操比赛男子团体单杠和团体双杠金牌。他在该届奥运会也参加了数个个人小项，未能获得奖牌。